# 比利亚西达莱尔
比利亚西达莱尔，是西班牙卡斯蒂利亚-莱昂帕伦西亚省的一个市镇。 总面积22平方公里，总人口69人（2001年），人口密度3人/平方公里。